# 석정중학교
석정중학교(石井中學校)는 대한민국 인천광역시 남동구 간석동에 있는 공립 중학교이다.
또 한 석정중학교(石井中學校)는 인천석정초등학교와 가깝다.

## 학교 연혁
- 2005년 3월 1일 : 석정중학교 개교
- 2005년 3월 1일 : 초대 김필문 교장 취임
- 2005년 3월 2일 : 제1회 입학식 (8학급 341명 배정)
- 2006년 12월 21일 : 학교도서관(미래터) 개관
- 2007년 9월 1일 : English Only Zone 구축
- 2008년 2월 15일 : 제1회 졸업식 (졸업생 336명)
- 2009년 12월 22일 : 과학실 현대화 사업구축
- 2023년 9월 1일 : 제7대 성종실 교장 취임
- 2024년 3월 4일 : 제20회 입학식(7학급 182명 입학)
- 2025년 1월 10일 : 제18회 졸업식(졸업생 179명, 누계 4,389명)

## 참고 자료
- 석정중학교 - 한국교육학술정보원 학교알리미